# Beatrice av Luxemburg
Beatrice av Luxemburg, född 1305, död 1319, var en drottning av Ungern, gift 1318 med kung Karl I Robert av Ungern. Hon stod under stark press att föda en tronarvinge och dog i barnsäng. 